# 丰花草属
丰花草属（学名：Spermacoce）也称纽扣草属，是茜草科下的一个属，为草本或矮小亚灌木植物。该属共有约150种，分布于热带或亚热带地区。
属名Spermacoce指种子被花萼包裹。